# محمد الحسن
محمد الحسن (عربی: محمد الحسن؛ زادهٔ ۲۱ ژانویهٔ ۱۹۸۸) بازیکن فوتبال اهل سوریه است.
از باشگاه‌هایی که در آن بازی کرده‌است می‌توان به باشگاه ورزشی الکرخ، باشگاه فوتبال الاتحاد (سوریه)، باشگاه فوتبال بانکوک یونایتد، و باشگاه ورزشی الحریه اشاره کرد.
وی همچنین در تیم ملی فوتبال سوریه بازی کرده‌است.